# ضياء الكعبي
ضياء الكعبي كاتبة وناقدة بحرينية، وأستاذة السرديات والنقد الأدبي الحديث المشارك في جامعة البحرين. ومن أبرز مؤلفاتها كتاب (السرد العربي القديم: الأنساق الثقافية وإشكاليات التأويل).

## التعليم
- دكتوراه الفلسفة في اللغة العربيّة وآدابها تخصص النقد الأدبيّ الحديث_السرديات من كلية الدراسات العليا في الجامعة الأردنيّة عام 2004م، وعنوان الأطروحة (تحولات السرد العربيّ القديم: دراسة في الأنساق الثقافية وإشكاليات التأويل).
- الماجستير في اللغة العربية وآدابها تخصص النقد الأدبيّ الحديث_السرديات من الجامعة الأردنية عام 1999م، وعنوان الرسالة (صورة المرأة في السرد العربيّ القديم: دراسة في كتب الجاحظ والأغاني والسير الشعبيّة العربيّة).
- البكالوريوس في اللغة العربية وآدابها من جامعة البحرين عام 1993م.[2]

## العمل والمشاركات
- رئيسة قسم اللغة العربية والدراسات الإسلامية في جامعة البحرين.
- عضو في اللجنة العليا لجائز كنز الجيل العالمية الصادرة عن مركز أبوظبي للغة العربية في دولة الإمارات العربية المتحدة.[3]

## إصدارات
| الكتاب                                                                | سنة النشر | ملاحظات                                                               |
| --------------------------------------------------------------------- | --------- | --------------------------------------------------------------------- |
| السرد العربي القديم: الأنساق الثقافية وإشكاليات التأويل               | 2005      | [ 4 ]                                                                 |
| السرديات الشعبية العربية: التمثيلات الثقافية والتأويل                 | 2014      | بالاشتراك مع معجب العدواني.                                           |
| الخطاب السجالي في الثقافة العربية: مقاربات تأويلية                    | 2014      | بالاشتراك مع معجب العدواني.                                           |
| الحكايات الشعبية البحرينية: ألف حكاية وحكاية (مشروع جمع وتدوين جماعي) | 2018      | إعداد وتنسيق وتحرير، وصدر في 5 أجزاء.                                 |
| كتاب البحر (إعداد)                                                    | 2022      | سلسلة عيون الشعر العربي الصادرة عن دائرة الثقافة والسياحة في أبو ظبي. |
| كتاب المرض (إعداد)                                                    | 2022      | سلسلة عيون الشعر العربي الصادرة عن دائرة الثقافة والسياحة في أبو ظبي. |

## الجوائز
حصلت على المركز الأول في جائزة عوشة بنت خليفة السويدي «فتاة العرب» في دورتها الأولى عام 2021 في فرع الدراسات الأدبية.